# Lagaropsylla idae
Lagaropsylla idae är en loppart som beskrevs av Smit 1957. Lagaropsylla idae ingår i släktet Lagaropsylla och familjen fladdermusloppor. Inga underarter finns listade i Catalogue of Life.